# Ана Пешикан
Ана Пешикан (Фекетић, 24. јула 1959) српска је политичарка, доктор филозофије, бивша министарка науке и технологије у Другој влади Војислава Коштунице од 15. маја 2007. до 7. јула 2008. године као и некадашња чланица бивше парламентарне странке Г17 плус.

## Биографија
Ана Пешикан је рођена у Фекетићу 24. јула 1959. године, од родитеља пореклом из Црне Горе. Завршила је Девету београдску гимназију, затим је дипломирала на Филозофском факултету, одсек за физиологију, 1981. године. 1990. године је завршила магистарске а 2000. године и докторске студије. Учествовала је у више од 20 пројеката развојне и педагошке психологије, била је консултант УНИЦЕФ-а за образовање, члан стручног тима за уџбенике, члан одбора Фонда за младе таленте. Удата је и ради као предавач на докторским студијама на Филозофском факултету и Хемијском факултету у Београду.
Специјализована је за област обезбеђивања квалитета школског учења и наставе, као и анализе уџбеника. Учествовала је у више десетина домаћих и међународних пројеката, ауторка више књига и уџбеника.